# 黄金崎不老不死温泉
黄金崎不老不死温泉（こがねさきふろうふしおんせん）は、青森県西津軽郡深浦町舮作にある温泉。

## 泉質
- ナトリウム－塩化物泉
  - 湯の色は最初透明だが、すぐに含まれる鉄分が酸化して濃い茶褐色となる。
  - 塩分濃度がかなり高く、口に含むと塩辛く感じる。
  - 加水掛け流し方式である。

## 温泉街
一軒宿の「不老ふ死温泉」が存在する（株式会社黄金崎不老不死温泉が経営）。
海辺の岩場にある露天風呂が有名で、日本海に沈む夕日の写真が雑誌などで紹介されることが多い（日出から日没まで入浴可能）。ひょうたん型の混浴浴槽と楕円型の女性専用浴槽が設けられている。

## 歴史
もともと海岸にわずかに温泉が湧いていた場所で、1970年に地下200mまでボーリングしたところ自噴したという。

## アクセス
- 鉄道：五能線艫作駅より徒歩約15分。リゾートしらかみ利用[1]の場合、ウェスパ椿山駅より無料送迎バスあり。
- 冬季のみ｢リゾートしらかみ｣が運転されない日に限り、新青森駅からの無料送迎も行う。ただし、宿泊日の3日前までに要予約。